# 9GAG
 Denne artikel bør gennemlæses af en person med fagkendskab for at sikre den faglige korrekthed.

9GAG er et websted, hvor brugerne poster underholdende billeder af ofte humoristisk karakter. Hyppigt forekommende indhold er memes, dvs. internet-populære koncepter.
På 9GAG kan der forekomme stødende ord, slang eller visuelle udtryk. Friheden på 9gag er at alt i sin forstand er tilladt at dele, indenfor rimelighedens grænser.
Sidens indhold fordeles i kategorierne Fresh, Trending og Hot. Under Fresh er de nye opslag, som du ikke har set før. Efterhånden som opslag på "Fresh" får flere likes, vil de gradvist fremgå på "Trending" og efterfølgende i "Hot".
Det er muligt at "Upvote", "Dele" og "Tweete" de mange opslag.

## Begrænsninger på 9GAG
Hvis en kommentarer indeholder nogle af følgende ord, kan det kun ses at den bruger der har skrevet den:
"Murican", "0 comments", "on my profile".[kilde mangler]

## Racisme, fremme af diskrimination og vold
I sin artikel fra 2014 "Building Identity and Building Bridges Between Cultures: The Case of 9gag" undersøgte sprogforskeren Albin Wagener 446 indlæg fundet på 9gags hjemmeside; af dem var 40 (8,97%) klart diskriminerende. Størstedelen af diskriminerende stillinger var kvindehadende (57,5 %), efterfulgt af kulturel diskrimination (25 %) og homofobi (12,5 %). Ifølge Wagener forener 9GAG mennesker i en international sammenhæng, men gennem maskulin og heteroseksuel symbolik og devaluering af andre grupper.
I 2023 dukkede et meme op på 9GAG, der refererede til en hændelse i det virkelige liv, hvor en teenagepige blev radikaliseret og senere solgt som sexslave, voldtaget og tævet ihjel. Begivenheden var i "Humor"-sektionen, har over 10.000 opstemmer fra 9GAG-brugere og for det meste kommentarer, der fejrer og håner teenagepigens voldelige død.
I 2024 dukkede et meme op på 9GAG om, hvordan sorte og arabere angiveligt lugter dårligt. Kommentarerne under memet håner sorte mennesker for at lugte dårligt og insisterer på, at de har en høj kriminalitetsrate og ikke bruger sæbe.

## Eksempler på indhold
- Rage Comics
- GIFs
- Advice animals

## Fodnoter
1. ↑  "9GAG - AngelList".
2. ↑  Creating Identity and Building Bridges Between Cultures: The Case of 9gag
3. ↑  Dumb ways to die
4. ↑   I can't be the only person to have noticed this. What is it caused by?